# Wilmer Dios Benites
Wilmer Florentino Dios Benites (San Pedro de los Incas, 20 de junio de 1962), es un ingeniero y político peruano. Fue gobernador del Gobierno Regional de Tumbes desde el 1 de enero de 2019 hasta el 1º de diciembre de 2021 al haber sido suspendido de sus funciones, por sentencia condenatoria; cargo que ocupó también entre 2007 a 2010.

## Biografía
Nació en el distrito de Corrales, provincia de Tumbes, departamento de Tumbes, Perú, el 20 de junio de 1962, hijo de Plinio Dios Silva y Mercedes Benites López. Cursó sus estudios primarios en el C.E Nº 12018- José Carlos Mariátegui y los secundarios en C.E. 7 de Enero, ambos ubicados en su localidad natal. Tras culminar sus estudios de educación básica regular, se enroló a las filas del Ejército Peruano logrando el grado de Sargento. Entre 1985 y 1987 cursó estudios técnicos de electrónica en el Instituto Superior Tecnológico Garcilaso de la Vega en la ciudad de Lima. En 1987, ingresa a laborar como analista en la Compañía Peruana de Teléfonos. Luego estudió ingeniería de sistemas en la Universidad de San Martín de Porres en Lima.
El año 2002 fue fundador y presidente del Movimiento Independiente Regional FAENA. Su primera participación política se dio en las elecciones regionales del 2002 cuando fue candidato a la presidencia del Gobierno Regional de Tumbes sin éxito. Fue elegido para ese cargo en las elecciones regionales del 2006. Tentó sin éxito su reelección elecciones regionales del 2010 perdiendo en la segunda vuelta y en las elecciones regionales del 2014. Fue reelegido en las elecciones regionales del 2018 ganando en segunda vuelta al candidato Segismundo Cruces.
A finales de julio del 2011, Wilmer Dios fue sentenciado a 4 años de cárcel junto a dos exfuncionarios del gobierno regional por colusión desleal por haber contratado a consultores con el fondo de ayuda gerencial financiado por el PNUD. Por tal motivo, fue recluido en el penal de Puerto Pizarro, sin embargo, en enero del 2012 fue absuelto por la Corte Suprema de Justicia.